# Honky Tonk Heroes
Honky Tonk Heroes è il venticinquesimo album di Waylon Jennings pubblicato per la RCA Victor.

## Il disco
Fu registrato a Nashville (Tennessee) nel febbraio del 1973 e pubblicato nell'agosto del 1973 e fu prodotto dallo stesso Jennings e Ken Mansfield (brano #10).

## Tracce
Lato A
1. Honky Tonk Heroes – 3:35 (Billy Joe Shaver)
2. Old Five and Dimmers (Like Me) – 3:05 (Billy Joe Shaver)
3. Willy the Wandering Gypsy and Me – 3:00 (Billy Joe Shiver)
4. Low Down Freedom – 2:20 (Billy Joe Shaver)
5. Omaha – 2:36 (Billy Joe Shaver, Hillman Hall)

Lato B
1. You Asked Me To – 2:30 (Billy Joe Shaver, Waylon Jennings)
2. Ride Me Down Easy – 2:37 (Billy Joe Shaver)
3. Ain't No Good in Mexico – 2:00 (Billy Joe Shaver)
4. Black Rose – 2:28 (Billy Joe Shaver)
5. We Had It All – 2:45 (Troy Seals, Donnie Fritts)
6. Slow Rollin' Low – 2:44 (Billy Joe Shaver) – (Brano bonus aggiunto nel cd del 1999 - Buddah Records)
7. You Asked Me To – 2:38 (Billy Joe Shaver, Waylon Jennings) – (Versione singolo - brano bonus aggiunto nel cd del 1999 - Buddah Records)

## Musicisti
- Waylon Jennings - voce, chitarra
- Billy Sanford - chitarra elettrica, dobro
- Dale Sellers - chitarra elettrica
- Reggie Young - chitarra elettrica
- Jerry Gropp - chitarra ritmica
- Eddie Hinton - chitarra ritmica
- Dave Kirby - chitarra ritmica
- Billy Reynolds - chitarra ritmica
- Randy Scruggs - chitarra ritmica
- Larry Whitmore - chitarra ritmica
- Steve Young - chitarra ritmica
- Ralph Mooney - steel guitar
- Dave Briggs - pianoforte
- Andy McMahon - organo
- Don Brooks - armonica
- Henry Strzelecki - basso
- Joe Allen - basso
- Bee Spears - basso
- Buddy Harman - batteria
- Willie Ackerman - batteria
- Richie Albright - batteria
- Byron Bach - violoncello
- Martha McCrory - violoncello
- Marvin Chantry - viola
- Sheldon Kurland - violino
- Brenton Banks - violino
- Lennie Haight - violino
- Lawrence Herzberg - violino
- Steven Smith - violino
- Stephanie Woolf - violino
- Glen Spreen - arrangiamenti